# Ridaforolimus
Ridaforolimus (auch Deforolimus, AP23573 bzw. MK-8669, Handelsname: Jenzyl) ist ein experimentelles Immunsuppressivum mit Makrolidstruktur (makrozyklisches Lacton) und gehört zur Stoffklasse der Phosphinsäureester. Es wurde von Merck in Zusammenarbeit mit ARIAD Pharmaceuticals entwickelt und befand sich bis Ende 2012 in der Testphase. Es besitzt eine enge strukturelle Verwandtschaft zu Sirolimus (Rapamycin) und Tacrolimus (FK-506).

## Wirkung
Ridaforolimus hemmt, wie das ähnliche Rapamycin, das Protein mTOR (mammalian Target Of Rapamycin). mTOR gehört zu den Proteinkinasen, welche das Zellwachstum beeinflussen, indem diverse zellulare Prozesse, unter anderem die Proteinbiosynthese und Autophagozytose reguliert wird. Damit wird in die Zellproliferation, den Metabolismus und die Angiogenese von Krebszellen eingegriffen. Es wurde bis 2012 experimentell bei der Behandlung von Patienten mit metastasiertem Weichgewebesarkom oder Knochensarkom (Knochenkrebs) in der Chemotherapie eingesetzt.

## Vermarktung
Im November 2012 wurde der Zulassungsantrag auf Markteinführung, welcher am 25. Juni 2011 gestellt wurde, von Merck zurückgezogen. Zu dieser Rücknahme des Antrags kam es, da der Ausschuss für Humanarzneimittel (CHMP) Andeutungen machte, dass die Forschungsergebnisse womöglich nicht ausreichen werden, den Markteintritt zu ermöglichen.

## Verabreichung
ARIAD Pharmaceuticals, der ursprüngliche Hersteller und Erforscher, zog es unter Betracht Ridaforolimus so zu entwickeln, dass ein Stent von eben diesem Medikament überzogen wird und so mit einer Angioplastie verbunden werden kann, während man zugleich mögliche Restenose vorbeugt.